# Parti socialiste du Victoria

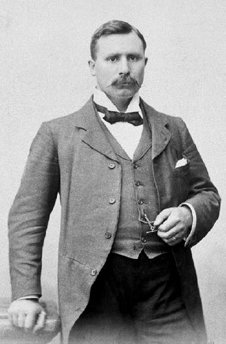
Tom Mann.

Le Parti socialiste du Victoria (VSP) était un parti politique socialiste, qui exista dans le Victoria au début du XXe siècle. 

## Historique
Il fut fondé le 1er septembre 1905 à Melbourne par la réunion d'un certain nombre de groupes socialistes, comme le « Social Democratic Federation » et le « Victorian Socialist League ». L'élément moteur de ce rassemblement fut le syndicaliste britannique Tom Mann, qui vécut en Australie de 1903 à 1910. Une de ses figures principales fut Robert Ross, un organisateur et un journaliste talentueux. En 1907, ce parti comptait environ 1 500 membres.
Le VSP était un parti marxiste, même si, à l'époque, l'Australie se trouvait très à l'écart des principaux courants socialistes européens. Le marxisme du VSP n'était d'ailleurs pas très rigoureux, puisqu'il ne contestait pas les élections parlementaires, se considérant plutôt comme une des forces d'un mouvement travailliste élargi, animant une « Socialist Sunday School » (catéchisme socialiste), et organisant des rassemblements sur les berges du Yarra et au « Bijou Theatre ». Son but était pourtant de « prendre le pouvoir afin de se débarrasser de l'État bourgeois, qui opprimait la classe ouvrière »

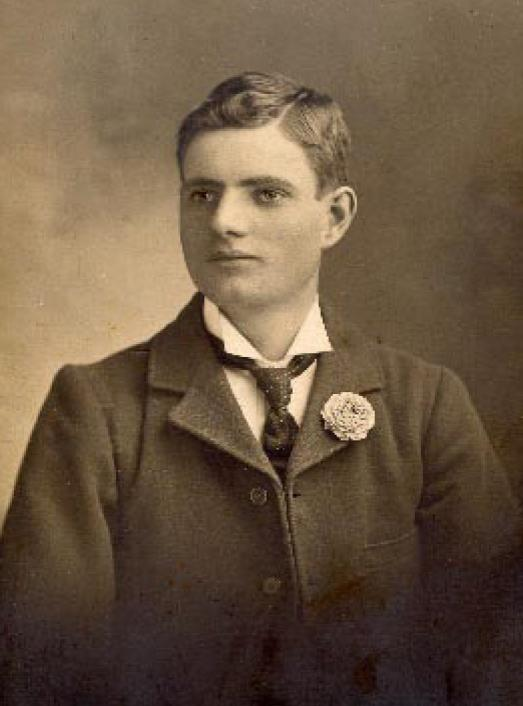
John Curtin en 1908

La plupart des membres du VSP étaient aussi membres du Parti travailliste australien (ALP). Le VSP espérait « creuser celui-ci de l'intérieur », et gagner l'ALP à la cause socialiste. Parmi ses membres qui deviendront plus tard célèbres, on peut citer John Curtin, Premier ministre d'Australie de 1941 à 1945, Frank Anstey, membre du Parlement fédéral de 1910 à 1934, Maurice Blackburn, membre du Parlement fédéral de 1934 à 43, Donald Cameron, sénateur de 1938 à 1962, et John Cain, trois fois Premier ministre du Victoria. À partir de 1919, Cameron en fut l'organisateur, et il publia de 1920 à 1923 le journal The Socialist, qui était l'organe du parti. 
Le développement de ce mouvement n'alla pas sans réaction du gouvernement : les réunions de rue furent interdites, et plusieurs orateurs furent poursuivis en justice et condamnés à des peines de dix jours à cinq semaines de prison. Ainsi Tom Mann et dix autres personnes furent incarcérés à la prison de Pentridge pour avoir tenu des discours sur la voie publique. Des campagnes de grande ampleur parvinrent à faire cesser cette série de poursuites.
Les nouveaux groupements socialistes connaissaient les douleurs de l'enfantement : sectarisme, rivalités personnelles et jalousies mesquines en faisaient partie. En 1907, ils prirent conscience de l'urgence à présenter un front uni face à leur ennemi commun, et, en juillet, fut organisée à Melbourne une conférence des représentants de 2 000 socialistes. À cette occasion, le VSP forma avec des groupes similaires d'autres États une fédération assez lâche, qui se baptisa « Socialist Federation of Australia » (SFA), mais qui ne devint jamais un parti politique national fonctionnel. Tout comme les autres partis socialistes, le VSP soutenait l'idée d'un « seul grand syndicat », et préconisait un mouvement travailliste national uni. Mais cet objectif ne put jamais être atteint. En effet, malgré son appartenance au SFA, le VSP continuait à être l'aile gauche du parti travailliste, et, pour cette raison, refusa de participer à la création d'un parti socialiste indépendant. Lorsqu'en 1912, le SFA devint le Parti socialiste australien, le VSP refusa de se conformer à cette décision, et demeura au sein du parti travailliste. 
Depuis déjà quelques années, certains membres du VSP avaient abandonné l'espoir de transformer le parti travailliste en un parti socialiste. Pour Tom Mann, les députés travaillistes n'étaient « aucunement supérieurs aux députés capitalistes ». À ses yeux, le parti travailliste était le parti de la classe moyenne, qui s'opposait aux monopoles, afin de gagner les bonnes grâces d'hommes d'affaires « petit-bourgeois », plutôt qu'un parti favorable à une politique socialiste de nationalisation.
Lorsque la Première Guerre mondiale éclata, le VSP s'y opposa de manière hésitante et bien moins résolue que le Parti socialiste australien nouvellement créé. Les campagnes d'opposition à la conscription de 1916 et 1917 lui apportèrent du sang neuf venant de pacifiques ou simplement d'opportunistes, et c'est à cette époque qu'il compta le plus d'adhérents. Mais ses tentatives pour concilier la politique de droite du parti travailliste, favorable à la conscription, avec ses propres idées socialistes devinrent de plus en plus difficiles. Son importance commença à décliner.
La révolution russe de 1917 provoqua également une crise pour le VSP. Comme la plupart des socialistes, le parti se réjouit tout d'abord de cette révolution, mais, en 1920, les socio-démocrates, comme Ross, étaient devenus critiques à l'égard du régime bolchevik. En 1921, Bill Earsman, un membre du VSP qui s'était installé à Sydney, fut un des fondateurs du Parti communiste d'Australie (CPA). Plusieurs membres du VSP adhérèrent à ce nouveau parti, mais la majorité, conduite par Ross, garda ses distances. Ross écrivit : « La défense par le mouvement travailliste des droits démocratiques et l'amélioration du niveau de vie ont tant modifié le quotidien en Australie, que le bolchevisme y est devenu inapplicable ». Pourtant deux de ses fils, Lloyd Ross et Edgar Ross, devinrent tous deux des membres importants du parti communiste.
Le VSP s'éteignit progressivement les années suivantes, démontrant qu'il existait peu d'espace politique entre le parti travailliste et le parti communiste. Cameron resta son secrétaire jusqu'en 1932, époque à laquelle le parti était devenu moribond. Détail curieux, plusieurs de ses membres devinrent plus tard des éléments influents du parti fasciste Australia First Movement.